# جيمس ر. بيفيرلي
جيمس ر. بيفيرلي (بالإنجليزية: James R. Beverley)‏ هو محامي وسياسي أمريكي، ولد في 15 يونيو 1894 في أماريلو في الولايات المتحدة، وتوفي في 17 يونيو 1967 في أوستن في الولايات المتحدة. نشط حزبياً في الحزب الجمهوري. وقد انتخب حاكم بورتوريكو (30 يناير 1932 – 1 يوليو 1933) وانتخب حاكم بورتوريكو (29 سبتمبر 1929 – 7 أكتوبر 1929).